# Abraxas subangulata
Abraxas subangulata là một loài bướm đêm trong họ Geometridae.